# Čang Song-tchek
Čang Song-tchek (korejsky 장성택, Čang Sŏng-tchäk, 2. února 1946, provincie Kangwon – 12. prosince 2013) byl severokorejský politik, strýc Kima Čong-una, vůdce Severní Koreje, a švagr bývalého vůdce Severní Koreje Kima Čong-ila, s jehož mladší sestrou Kim Kjong-hui se oženil. Už za vlády Kima Čong-ila byl důležitou postavou severokorejské vlády a podle některých komentátorů je možné, že v době jeho nemoci byl de fakto vládcem státu. Formálně zastával funkci místopředsedy Komise národní obrany. Koncem roku 2013 byl z funkce sesazen, odsouzen za vlastizradu a popraven.

## Život
Se svou ženou Kim Kjong-hui se Čang, talentovaný hráč na akordeon, dobrý tanečník a oblíbenec žen, seznámil na Vojenské univerzitě v Pchjongjangu, kde oba studovali politickou ekonomii. Kimovi Ir-senovi se ale jejich přátelství nelíbilo, Čang byl podle něj jako ženich pro jeho dceru málo revoluční. Potom šli ale oba studovat do Moskvy a po návratu v roce 1972 si Kim Kjong-hui přesto manželství prosadila. Jejich vztah však později čelil mnoha problémům. Jediná dcera Jang Kum-song (*1977) spáchala v roce 2006 pomocí prášků na spaní sebevraždu, údajně kvůli tomu, že rodiče bránili její lásce. Kim Kjong-hui údajně čelí problémům s alkoholem a před smrtí svého muže žili odděleně.

## Politika
Čang byl považován za tvůrce hospodářské politiky KLDR a jejího druhého nejmocnějšího muže. Někteří analytici jsou přesvědčeni, že dokonce se svou ženou Kim Kjong-hi po smrti jejího bratra, Kim Čong-ila, Severní Koreji de facto vládl. Na konci roku 2011 pomáhal Kim Čong-unovi ujmout se moci a upevnit ji. Formálně zastával funkci místopředsedy Komise národní obrany.
Čang byl vyjednávačem KLDR na mezinárodních rozhovorech o severokorejském jaderném programu a vyjednával často s Čínou. Podle některých zpráv ze Severní Koreje byl Čang Song-Tchek příznivcem reforem v čínském stylu a volal po zlepšení zásobování v zemi, kde je problém především s dostatkem potravin, a otevření trhu při zachování diktatury Korejské strany práce. U části vedení vyznávající politiku Songun a považující jakékoliv změny za ohrožení svojí moci tak zřejmě narazil.

## Očernění, zbavení moci a poprava
V listopadu 2013 byl ze své funkce ve vedení armády sesazen a jeho poradci byli popraveni pro korupci. V pondělí 9. prosince 2013 severokorejská státní tisková agentura KCNA oficiálně potvrdila, že byl sesazen, protože si „budoval vlastní mocenskou základnu a byl zkorumpovaný narkoman a sukničkář”. Severokorejská televize zveřejnila záběry z jeho zatčení na nedělním zasedání politbyra (8. prosince), avšak podle rozhlasové stanice Free North Korea (Svobodná Severní Korea), provozované uprchlíky z KLDR, byl už ve čtvrtek 5. prosince 2013 popraven spolu se svými spolupracovníky. Severokorejské úřady poté vydaly 13. prosince 2013 prostřednictvím agentury KCNA zprávu, že byl „zrádce horší než pes“, chystal státní převrat, byl zkorumpovaný, narkoman a sukničkář a že 12. prosince byl odsouzen Vojenským soudem za velezradu k trestu smrti a popraven bezprostředně poté. Bezprostředně potom byl, podobně jako se to dělo ve 30. letech v sovětské velké čistce, vymazán ze všech existujících fotografií a nahrávek. Nakonec byla v týž dnech podle jihokorejské agentury Jonhap popravena také celá jeho širší rodina. Cílem je vymazání všech vzpomínek na Čanga v severokorejské společnosti.

### Příprava
Kim Čong-un podle některých informací z KLDR ve spolupráci se svými sourozenci plánoval svržení svého strýce Čanga Song-tcheka dlouho a pečlivě. Jeho odstraněním byla pověřena nová speciální jednotka Pochodeň složená z Kim Čong-unovy ochranky. V době sesazení jí velel Kim Čong-čul, starší bratr Kim Čong-una. Jeho 26letá sestra Kim Jo-jong zase byla jmenována do zásadní funkce v Komisi národní obrany. Moc tak byla pevně a definitivně soustředěna do rukou současné generace kimovské dynastie.

### Oficiální zpráva severokorejských úřadů k popravě
| „ | ...opovrženíhodný lidský odpad Čang, který je horší než pes, spáchal trojnásobně prokleté činy proradnosti, když zradil tak hlubokou důvěru a nejvřelejší otcovskou lásku, kterou mu projevovala strana a vůdce. | “ |

Oznámení o popravě 12. prosince publikované 13. prosince 2013 bylo značně dlouhé, obsahovalo 2 749 slov. Jeho cílem bylo kromě samotného oznámení popravy také její obhajoba a zostuzení Čanga. Objevily se v něm hrubé urážky jako „opovrženíhodný lidský odpad Čang, který je horší než pes.“ Obsahuje i značné rétorické chyby.
Mezi hlavní body prohlášení patří:
- Čang se pokusil pomocí intrik o státní převrat s cílem ukořistit nejvyšší moc ve straně a státu
- spáchal trojnásobně prokleté činy proradnosti tím, že zradil hlubokou důvěru a nejvřelejší otcovskou lásku strany a vůdce
- choval se velmi arogantně, když jen neochotně vstal ze svého křesla a vlažně tleskal při zvolení Kima Čong-una náměstkem předsedy Ústřední vojenské komise Korejské strany práce
- usiloval o kontrolu nad všemi záležitostmi země a kvůli tomu masivně rozšiřoval počet zaměstnanců svého oboru a podřazených i dalších orgánů
- byl nerozvážný a nedovolil továrně na dlaždice v Tetongkangu vyrobit památník s mozaikou Kima Ir-sena a Kima Čong-ila na jejich počest
- nevyhověl jednomyslné žádosti jednotky korejských lidových sil vnitřní bezpečnosti a ti si tak nemohli památník, do žuly vyrytou kopii dopisu od Kima Čong-una, postavit před své velitelství, ale podle jeho instrukcí pouze do zastíněného rohu

Dále podle zprávy udržoval nepatřičné vztahy s několika ženami, hodoval v tajných salónech luxusních restaurací a když byl na útraty strany v cizině a léčil si své neduhy, utrácel cizí měnu v kasinech.

### Poprava
Poprava proběhla podle článku 60 trestního zákoníku, pravděpodobně střelbou z kulometu nebo protiletadlovou střelou, oficiální verze je, že byl zastřelen. Objevila se také fáma, kterou převzal čínský bulvární deník vycházející v Hongkongu Wen Wej Pcho z čínské satirické sociální sítě Tencent Weibo. Podle této fámy byl Čang Song-tchek spolu s pěti nejbližšími spolupracovníky svlečen do naha, hozen do klece a za přihlížení několika stovek vysokých funkcionářů státu až 120hlavou smečkou zdivočelých psů během hodiny sežrán zaživa.

### Poprava rodiny a spolupracovníků
Krátce po Čangově popravě byla podle jihokorejské agentury Jonhap popravena také celá jeho širší rodina. Popraveni byli podle těchto informací jeho sestra a její manžel zastávající post velvyslance na Kubě, jejich syn, velvyslanec v Malajsii a všechny děti a vnoučata Čangových bratrů. Ušetřeni naopak zůstali někteří členové rodiny s Čangem nespřízněni pokrevně. Vrátit se k původní rodině mohla například manželka jeho synovce, velvyslance v Malajsii.

## Politické čistky režimu
Ve vládních a nejvyšších vojenských kruzích dochází v KLDR k čistkám pravidelně. Vůdce státu k nim přistupuje, když se cítí být ohrožen např. z důvodu neloajality nebo kritiky vůdcovy politiky. K čistkám pravidelně přistupoval zakladatel totalitní KLDR Kim Ir-sen, jeho syn a následovník Kim Čong-il a nyní i jeho vnuk, který převzal žezlo, Kim Čong-un. V roce 2015 bylo k dubnu údajně popraveno nejméně 16 činitelů, z nichž někteří kritizovali vůdcovu politiku. Mezi nejvýše postavené patřil ministr obrany Hjon Jong-čol, který byl obviněn z vlastizrady a 30. dubna dva nebo tři dny po zatčení bez soudu veřejně popraven protiletadlovou zbraní. Vážnost u vůdce údajně ztratil, když usnul během vojenské přehlídky.